# バーンスー駅 (バンコク・メトロ)
- バーンスー駅
- バンスー駅

バーンスー駅（タイ語：สถานีบางซื่อ、英語：Bang Sue Station）はタイの首都・バンコク都バーンスー区にある、バンコク・メトロ（MRTとも）ブルーラインの駅。駅番号は「BL11」。
タイ国鉄(SRT)クルンテープ・アピワット中央駅、バーンスー分岐駅との乗換駅でもある。クルンテープ・アピワット中央駅は、2022年までバーンスー中央駅と呼ばれていた。バーンスー分岐駅とも乗り換え可能であるが、距離が遠い上に列車本数が少ないため現実的ではない。
地名の「バーンスー」については、日本語では表記ゆれのバンスーも多くみられる。

## 歴史
2004年7月3日、タイ初の地下鉄路線であるバンコク・メトロ(MRT)ブルーラインのフワランポーン - バーンスー間が開通し、同時に終着駅として開業した。2017年8月11日、バーンスーからタオプーンまで延伸開業し、途中駅となった。
- 2004年07月03日 【開業】ブルーライン（フワランポーン - バーンスー）（20.8 km）
- 2017年08月11日 【開業】ブルーライン（バーンスー - タオプーン） （1.2 km）[1]

### 当駅からの接続路線

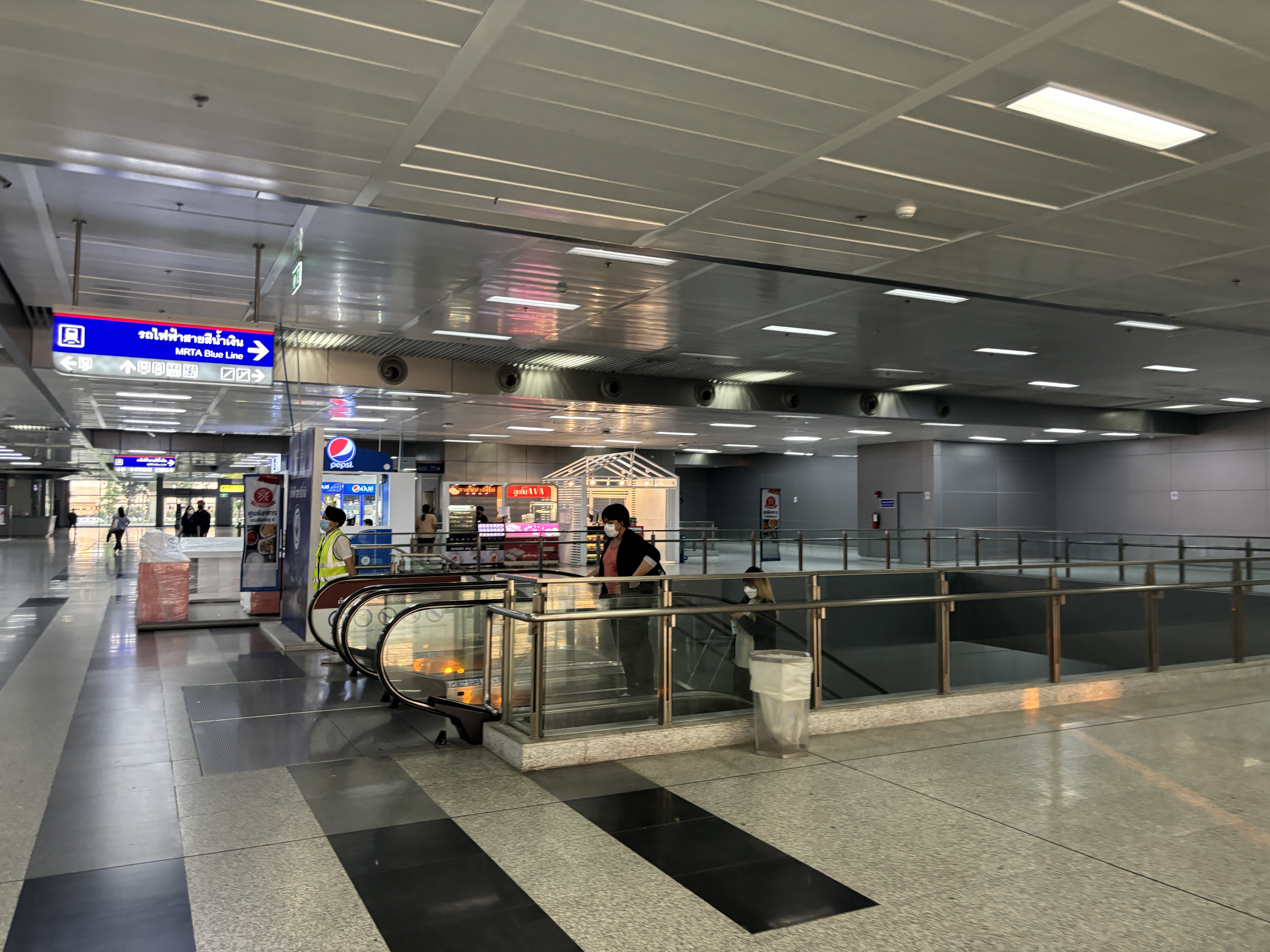
クルンテープ・アピワット中央駅内のMRTバーンスー駅入口

タイ国有鉄道 クルンテープ・アピワット中央駅とバーンスー分岐駅の2駅があるため事前に確認が必要である。
- イーサーン（東北部）方面：東北本線 - ノーンカーイ行・ウボンラーチャターニー行
- 北部方面：北本線 - サワンカローク行・チェンマイ行
  -  SRTダークレッドライン 駅番号は「RN01」
- 南部方面：南本線 - スンガイコーロック行・カンタン行
  -  SRTライトレッドライン 駅番号は「RW01」
- 西部方面：（南本線経由） - スパンブリー行・カーンチャナブリー行（旧泰緬鉄道）
- フワランポーン方面[注釈 1]

## 駅構造

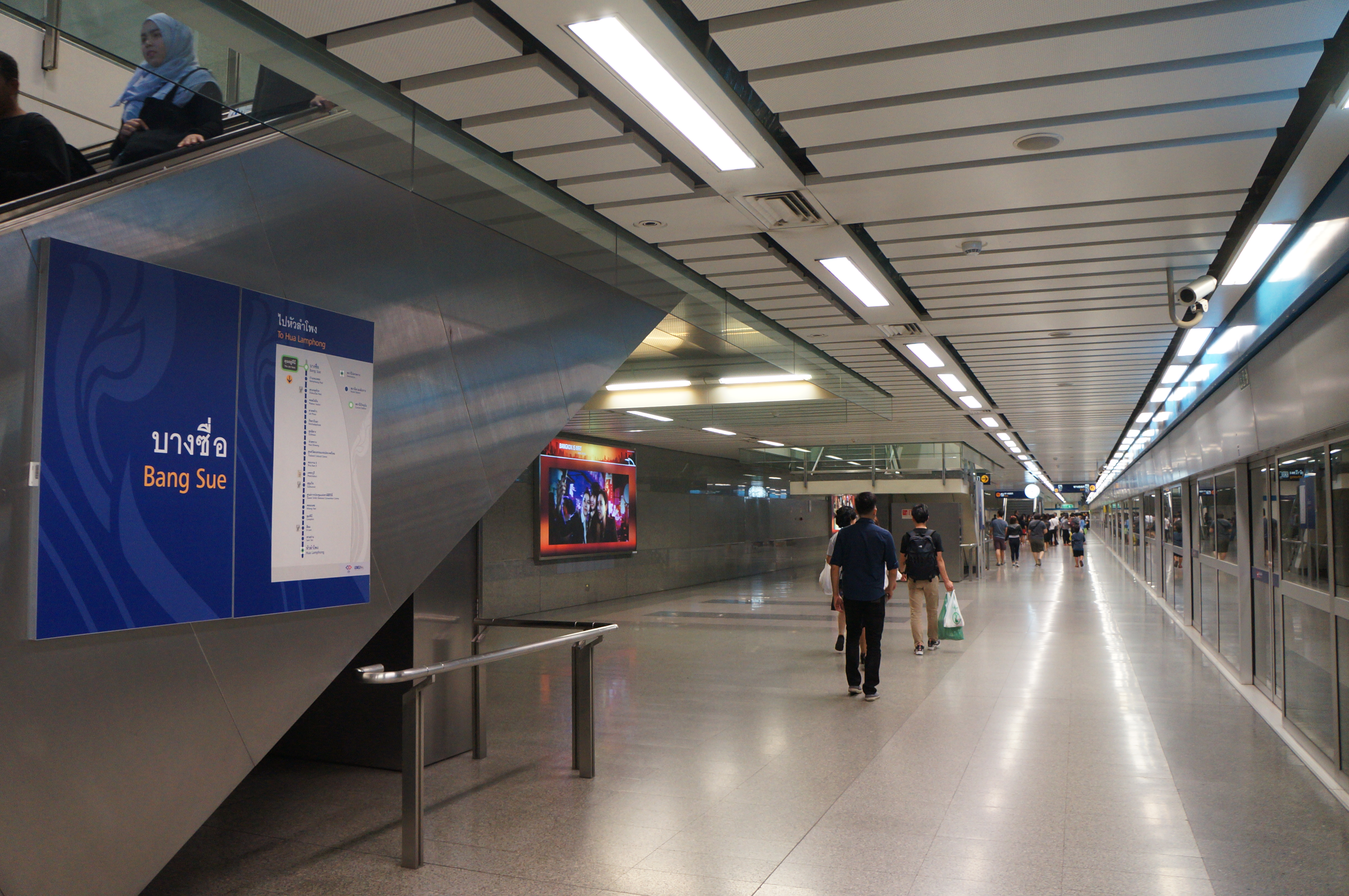
2番線のホーム

地下駅で地下2階が改札階、地下3階がホーム階となっている。ホームは相対式ホーム2面2線を有し、1、2番線共にフルスクリーンタイプのホームドアを採用している。駅開業時は始発駅であり、永らく1番線のみ1面1線で営業を続けてきたがタオプーン駅までの延伸に伴い2番線が設置された。
国鉄駅とは地下の連絡通路を介して繋がっている（2番出口）が、連絡通路はやや距離があり、特にバーンスー分岐駅はさらに遠くなるため注意が必要。

### のりば
| 番線 | 路線         | 行先                                                                         |
| ---- | ------------ | ---------------------------------------------------------------------------- |
| 1    | ブルーライン | タオプーン、シリントン、タープラ方面                                         |
| 2    | ブルーライン | カムペーンペット、スクムウィット、フワランポーン、タープラ、ラックソーン方面 |

## 駅周辺
- クルンテープ・アピワット中央駅 - タイ国有鉄道で最大規模のターミナル駅
- サイアム・セメント - 本社ビルほか、関連企業の本社が点在する

## 隣の駅
- ブルーライン

タオプーン駅 (BL10) - バーンスー駅 (BL11) - カムペーンペット駅 (BL12)